# FV102 Striker
FV102 Striker – brytyjski rakietowy niszczyciel czołgów należący do rodziny pojazdów CVR(T). Pojazd wyposażony jest w wyrzutnię kierowanych pocisków przeciwpancernych Swingfire. FV102 Striker produkowany był w zakładach Alvis i wszedł do służby w armii brytyjskiej w 1976 roku.